# 凛子さんはシてみたい
『凛子さんはシてみたい』（りんこさんはシてみたい）は、藤田みおの漫画作品。またはそれを原作とするテレビドラマ。『めちゃコミック』（アムタス）にて、2017年12月1日から連載中。
2021年にテレビドラマ化された。

## 概要
処女であることがコンプレックスな主人公・雨樹凛子とイケメンで童貞の上坂弦を描いた作品。

## 登場人物
雨樹凛子（あまき りんこ）
27歳。ウェディングプランナー。才色兼備だが、処女であることがコンプレックス。
上坂弦（かみさか げん）
27歳。凛子の同期。イケメンだが、童貞。
緋山余一（ひやま よいち）
35歳。凛子の式場カメラマン。実は凛子を狙っている。
飯野志保（いいの しほ）
27歳。上坂の同級生であり、初恋の相手。
久地直（くじ なお）
バーの店長。弦の小中高時代の同級生。
木場園子（こば そのこ）
凛子の幼なじみ。
住谷亜希（すみたに あき）
凛子の後輩
坂崎舞香（さかさき まいか）
凛子の後輩。
森皓太（もり こうた）
弦の後輩。

## 書誌情報
- 藤田みお『凛子さんはシてみたい』大誠社〈Only Lips comics〉、既刊10巻（2024年10月10日現在）
  1. 2019年5月17日発売[4]、ISBN 978-4-86518-083-1
  2. 2019年10月25日発売[5]、ISBN 978-4-86518-087-9
  3. 2020年10月16日発売[6]、ISBN 978-4-86518-101-2
  4. 2021年6月18日発売[7]、ISBN 978-4-86518-111-1
  5. 2021年10月15日発売[8]、ISBN 978-4-86518-117-3
  6. 2022年5月13日発売[9]、ISBN 978-4-86518-138-8
  7. 2023年2月10日発売[10]、ISBN 978-4-86518-184-5
  8. 2023年8月10日発売[11]、ISBN 978-4-86518-200-2
  9. 2024年4月11日発売[12]、ISBN 978-4-86518-210-1
  10. 2024年10月10日発売[13]、ISBN 978-4-86518-233-0

## テレビドラマ
2021年10月20日（19日深夜）から12月8日（7日深夜）まで、毎日放送制作・「ドラマイズム」枠で放送。主演は高田夏帆と戸塚祥太。

### キャスト
雨樹凛子（あまき りんこ）〈27〉
演 - 高田夏帆
ウェディングプランナーのチーフに最年少で昇格。周囲から羨望の目で見られる「いい女」。
誰にも言えないコンプレックスは未だに処女であること。
上坂弦（かみさか げん）〈27〉
演 - 戸塚祥太（A.B.C-Z）
凛子と同期のウェディングアドバイザー。契約数１位を誇る、凛子の最大のライバル。
イケメンでハイスペ男子。 見かけによらない秘密は童貞であること。
緋山余一（ひやま よいち）〈35〉
演 - 猪塚健太
凛子らが働く結婚式場の映像クリエイター。
飯野志保（いいの しほ）〈27〉
演 - 筧美和子（第4話-）
弦の中高時代の同級生。弦の初恋相手。
久地直（くじ なお）〈27〉
演 - 飯島寛騎
バーの店長。弦とは小中高時代の同級生。
木場園子（きば そのこ）〈27〉
演 - ゆん
凛子とは幼なじみで親友。
住谷亜希（すみたに あき）
演 - 牧野莉佳
凛子の後輩。
坂崎舞香（さかざき まいか）
演 - 林ゆめ
凛子の後輩。
森皓太（もり こうた）
演 - 京典和玖
弦の後輩。

### ゲスト

#### 第1話
イケメンチャラ男
演 - 林カラス
合コン相手。
フツメン
演 - 内田航
合コン相手。
地味男
演 - 吉田昴平
合コン相手。

#### 第3話
営業部長
演 - 土井ドンペイ

#### 第4話
婚約者
演 - ヴァンビ　　　　　　　　　　　　
志保の婚約者。

### スタッフ
- 原作 - 藤田みお『凛子さんはシてみたい』（大誠社）
- 監督 - 椿本慶次郎
- 脚本 - 倉光泰子
- OP主題歌 - A.B.C-Z「火花アディクション」（ポニーキャニオン）[17]
- ED主題歌 - 安斉かれん「夜は未完成」（avex trax）[18]
- 選曲 - 谷口広紀
- プロデューサー - 櫻井雄一（ソケット）、上浦侑奈（MBS）
- 制作 - ソケット
- 製作 - 「凛子さんはシてみたい」製作委員会・MBS

### 放送日程
| 話数   | 放送日   |
| ------ | -------- |
| 第1話  | 10月20日 |
| 第2話  | 10月27日 |
| 第3話  | 11月03日 |
| 第4話  | 11月10日 |
| 第5話  | 11月17日 |
| 第6話  | 11月24日 |
| 第7話  | 12月01日 |
| 最終話 | 12月08日 |

### ネット局
| 放送期間                       | 放送時間                     | 放送局         | 対象地域   | 備考   |
| ------------------------------ | ---------------------------- | -------------- | ---------- | ------ |
| 2021年10月20日 - 12月8日       | 水曜 0:59 - 1:29（火曜深夜） | 毎日放送       | 近畿広域圏 | 製作局 |
|                                | 水曜 0:58 - 1:28（火曜深夜） | TBS            | 関東広域圏 |        |
| 2021年12月21日 - 2022年2月16日 | 水曜 0:55 - 1:25（火曜深夜） | テレビユー山形 | 山形県     |        |